# Straßenbahn Białystok
Die Straßenbahn Białystok war eine Pferdestraßenbahn in der polnischen Stadt Białystok, die von 1895 bis 1915 bestand. Versuche, den Straßenbahnbetrieb in der Stadt wieder einzuführen, scheiterten bislang.

## Geschichte
Im Juni 1893 beschloss die Stadtregierung den öffentlichen Nahverkehr mit einer Pferdestraßenbahn nach dem Vorbild der Städte Warschau, Sankt Petersburg und Paris einzuführen. Der Bau der Gleise wurde 1893 an Feldzer vergeben, der die Arbeiten nach zwei Jahren abschloss, sodass 1895 die ersten Pferdestraßenbahnen für den Transport von Personen und Gepäck verkehren konnten. Die Bahn setzte im Sommer 23 Sommerwagen ohne Seitenwände ein, im Winter 16 geschlossene und beheizte Winterwagen.
Die Finanzierung erfolgte durch die belgische Société Anonyme des Tramways de Bialystok, die mit einem Aktienkapital von 115 Mio. Belgischer Franken versehen war, das in Aktien zu 100 Belgischen Franke gezeichnet wurde, die in Brüssel gehandelt wurden. Der Vertrag mit der Stadt sah vor, dass die Straßenbahn nach 40 Jahren Betrieb Eigentum der Stadt werden sollte. Dazu kam es nicht weil der Betrieb mit den Einmarsch der Deutschen Armee im Zusammenhang mit den Kriegshandlungen des Ersten Weltkriegs im September 1915 endete.

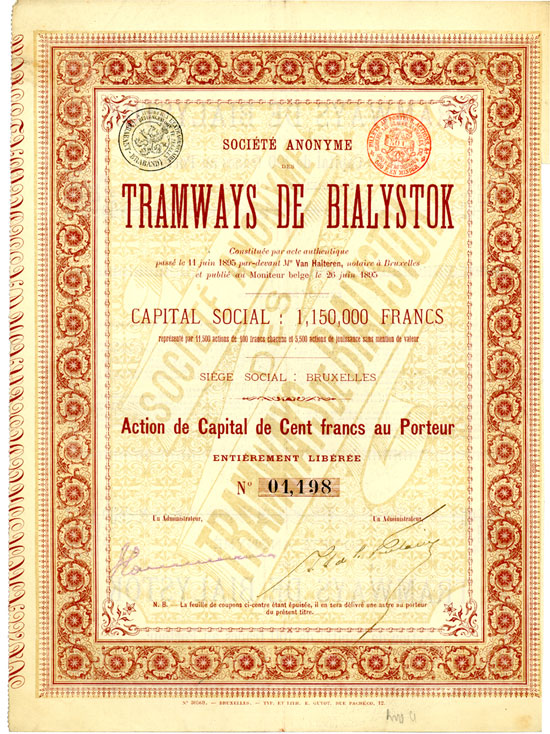

Nach dem Krieg wurde 1922 vergeblich versucht, ein elektrischer Straßenbahnbetrieb einzurichten, der bereits unterzeichnete Vertrag mit einer belgischen Gesellschaft wurde wieder aufgelöst.
2019 hat das Instytut Sobieskiego in Warschau ein neues 25 km langes Straßenbahnnetz mit 45 Haltestellen entworfen. Die Stadt hat den Entwurf abgelehnt mit Hinweis auf hohe Kosten. Diese Begründung trifft nicht zu, weil die Stadt die Möglichkeit hätte, bis zu 85 % der Kosten von der Europäischen Union finanziert zu bekommen, und zeugt ausschließlich von Unbeweglichkeit und Unwillen der städtischen Verantwortlichen.

## Strecken
Das Straßenbahnnetz bestand aus zwei Strecken, welche den Bahnhof der Petersburg-Warschauer Eisenbahn mit dem Poleski-Bahnhof, heute Białystok Fabryczny, verbanden. Die nachfolgende Beschreibung verwendet die heutigen Straßennamen. Beide Strecken begannen beim Bahnhof Białystok, verliefen durch die heutige Kolejowa, querten die Petersburg-Warschauer Eisenbahn mit einer eisernen Bogenbrücke, folgten der Lipowa und dem Rynek Kościuszki, wo sich die Linien teilten. Eine folgte der Sienkiewicza bis zu ihrem Ende bei Białystok Fabryczny, die andere führte über Kilińskiego–Pałacowa–Warszawska–Świętojańska in das Naherholungsgebiet des Zwierzynieckie-Waldes. Das Straßenbahndepot befand sich an der Świętojańska, zwischen Skłodowska und Akademicka in der Nähe des heutigen Spitals der Woiwodschaft Białystok.